# Мігель де ла Мадрид
Мігель де ла Мадрид Уртадо (ісп. Miguel de la Madrid Hurtado; 12 грудня 1934 — 1 квітня 2012) — 32-й президент Мексики (1982–1988). Під час його правління країна пережила економічну кризу і потужний землетрус.

## Біографія
Навчався в Національному автономному університеті Мексики, отримав ступінь магістра управління в Гарвардському університеті. Працював в Банку Мексики, в 1965 році почав роботу в секретаріаті (міністерстві) фінансів. У 1970-72 роках працював в Pemex. З 1976 року був секретарем (міністром) у справах бюджету та планування в уряді Хосе Лопеса Портільо.
На президентських виборах 4 липня 1982 впевнено переміг, набравши 16,145 млн (71,63 %) голосів проти 16,41 % у найближчого переслідувача. В грудні 1982 став президентом Мексики від Інституціонально-революційної партії. Боровся з корупцією, порушив процеси проти двох найбільш корумпованих чиновників колишнього уряду, проте не зачепив ні свого попередника Лопеса Портільо, ні бюрократичний апарат ІРП і пов'язаних з ним профспілкових лідерів. При ньому через нафтову кризу, яка майже знищила економіку Мексики влітку 1982 року, збільшилася інфляція, аж до безпрецедентних 159 % в 1987 році. Безробіття в середині 1980-х досягала 25 %. Разом з тим, відповідно до рекомендацій МВФ Мігель де ла Мадрид і його міністр бюджетного планування Карлос Салінас де Гортарі проводили жорстку фінансову політику, почату попереднім президентом. Активно боровся з корупцією, залучав іноземні інвестиції і проводив приватизацію державної власності. У 1986 році Мексика увійшла в Генеральну угоду з тарифів і торгівлі.
У 1985 році в країні стався сильний землетрус. Через некоректні дії уряду з боротьби з його наслідками рейтинг де ла Мадрида і ІРП впав.
Мігель де ла Мадрид помер 1 квітня 2012 у Мехіко.